# Mike Sorber
Michael Steven Sorber (Florissant, 14 maggio 1971) è un allenatore di calcio ed ex calciatore statunitense, di ruolo centrocampista.

## Caratteristiche tecniche
Giocava come centrocampista difensivo.

## Carriera

### Club
Il padre Pete "Sorbs" Sorber fu l'allenatore della squadra di calcio del St. Louis Community College per trent'anni. Mike Sorber giocò a scuola prima con il St. Thomas Aquinas-Mercy High School, dove vinse due titoli nel 1985 e nel 1988, venendo anche premiato come uno dei migliori giocatori. Si forma calcisticamente nella rappresentativa della Saint Louis University, venendo inserito nel famedio dell'istituto nel 1998.
Dopo il campionato del mondo 1994 si trasferì in Messico con i Pumas UNAM; nel 1996 però si accasò nella recentemente formatasi Major League Soccer, e fu assegnato ai Kansas City Wizards. Dopo una sola stagione fu però ceduto ai MetroStars in cambio di Damian Silvera, e la squadra arrivò ai playoff una sola volta, nel 1998.  I New England Revolution acquistarono Sorber dopo che i MetroStars lo cedettero, ma venne poi lasciato ai  Chicago Fire come quarta scelta del Draft 2001; si ritirò dopo una sola stagione con la compagine dell'Illinois.

### Nazionale
Debuttò il 25 gennaio 1992; in tutto conta 67 presenze e due reti, con l'ultimo cap risalente al 1998

### Allenatore
È stato il vice allenatore alla sua vecchia università, la St. Louis, prima di essere chiamato da Bob Bradley per fargli da assistente alla guida della Nazionale di calcio degli Stati Uniti.